# Thierry VIII de Clèves
Pour les articles homonymes, voir Thierry.
Thierry VIII de Clèves (°1291 - †7 juillet 1347) (Dietrich VII/IX pour les Allemands, Dietrich VIII pour les Anglais, Diederik IX pour les Néerlandais), fils du comte Thierry VII de Clèves et de Marguerite de Habsbourg. Il fut comte de Clèves, de 1310 à sa mort en 1347.

## Biographie
En 1310, Thierry VIII de Clèves, succède à son demi-frère Otton de Clèves, mort sans héritier mâle. Comme ses prédécesseurs, il est constamment en conflit avec les comtés de Marck-Altena, de Berg et l'archidiocèse de Cologne. Si en 1332, il hérite de son cousin, Thierry III de Luf, de la ville de Hülchrath, il perd bien davantage de territoire dans sa lutte contre l'archevêque de Cologne. Dans la bataille pour la succession au trône du Saint-Empire, Thierry se montre un fidèle partisan de Louis IV. 
Comme son frère Otton, Thierry VIII de Clèves décède sans descendance mâle. C'est son autre frère, Jean de Clèves qui lui succède.

## Mariages et descendance
Le 7 mai 1308, Thierry VIII épouse Marguerite de Gueldre (†1333), fille de Renaud Ier, comte de Gueldre, et de Marguerite de Flandre. Ils eurent pour enfants:
- Élisabeth (1307-1382), qui épousa Gérard de Voorne (†1337), et en 1338 Othon II de Hesse (nl) (1322-1366).
- Marguerite (†1341), qui épousa en 1332 Adolphe II de La Mark (en) (†1347), comte de La Marck

En 1340 il épouse Marie de Juliers (†v.1353), fille de Gérard V, comte de Juliers. Ils eurent une fille:
- Marie

## Sources
- (nl) Cet article est partiellement ou en totalité issu de l’article de Wikipédia en néerlandais intitulé « Diederik IX van Kleef » (voir la liste des auteurs).